# Congrégation des sacrés stigmates de Notre-Seigneur Jésus-Christ
Stigmatins
La Congrégation des sacrés stigmates de Notre-Seigneur Jésus-Christ (en latin : Congregatio a Sacris Stigmatibus Domini Nostri Iesus Christi) est une congrégation cléricale de droit pontifical. Fondée par Gaspard Bertoni et approuvée par le Saint-Siège en 1855, elle compte au début du XXIe siècle quelques centaines de membres, appelés « Stigmatins », sur quatre continents.

## Historique
C'est pendant qu'il étudiait à Vérone que le jeune Gaspard Bertoni entra à la congrégation mariale dirigée alors par Luigi Fortis, futur supérieur général de la Compagnie de Jésus, qui lui fait forte impression. Il est ordonné prêtre en 1800 et devient vicaire à la paroisse Saint-Paul de Vérone, où il se dévoue à l'action en faveur des garçons pour lesquels il organise en 1802 un premier oratoire marial afin de favoriser leur retour à la pratique religieuse.
Bertoni est alors aussi le confesseur de la première communauté des Filles de la charité de Vérone et directeur spirituel de Léopoldine Naudet, fondatrice des Sœurs de la Sainte Famille de Vérone ; il se dévoue aussi à la formation des jeunes clercs et en 1810 l'évêque de Vérone le nomme directeur spirituel du séminaire diocésain.
Il songe alors à fonder une nouvelle famille religieuse vouée à aider les évêques (in obsequium episcoporum) et s'inspire de la spiritualité ignatienne. Cela se concrétise en 1816. En août 1816 en effet, il s'occupe à Vérone de la paroisse des Sacrés-Stigmates-de-Saint-François qui dès lors devient le foyer de son action. Il est aidé par Giovanni Maria Marani et Paolo Zanolli et fonde sa congrégation le 4 novembre suivant. À cause du climat politique hostile de l'époque aux instituts religieux, il ouvre un collège gratuit pour garçons du peuple, justifiant ainsi la fondation de cette communauté cléricale aux yeux des autorités civiles.
Les règles des Stigmatins sont rédigées par Gaspard Bertoni à partir de 1841 et sont inspirées des constitutions des Jésuites. Le nom des Stigmatins est adopté en référence à leur paroisse d'où ils rayonnent et à la dévotion envers les plaies de Notre-Seigneur Jésus-Christ.
La congrégation reçoit du pape son decretum laudis, le il 16 avril 1855 et l'approbation du Saint-Siège le 15 septembre 1890: ses constitutions sont approuvées définitivement le 23 juin 1925.
En 1926, les Stigmatins sont appelés aux missions par le Saint-Siège qui demande d'en envoyer en Chine. Il leur confie la future préfecture apostolique de Yixian érigée en 1935. D'autres missions sont ouvertes aux États-Unis, au Canada et au Brésil.
Après l'avènement du régime communiste athée en Chine en 1949, ils sont expulsés du pays et se replient en Thaïlande et aux Philippines. Ils ouvrent de nouvelles missions en Afrique du Sud, en Côte d'Ivoire, en Tanzanie et au Chili.
Le fondateur béatifié en 1975 par Paul VI a été canonisé par Jean-Paul II le 1er novembre 1989.

## AuXXIesiècle
Les Stigmatins se dédient au XXIe siècle à l'organisation et à la prédication de retraites spirituelles et aux missions populaires, ainsi qu'au catéchisme, à la formation des clercs des séminaires et à l'éducation de la jeunesse populaire.
Ils connaissent depuis les années 1970 une baisse de vocations similaire aux autres communautés fondées en Europe, mais sont encore présents dans ce continent en Italie (où ils s'occupent notamment d'un grand complexe scolaire mixte à Vérone et à Udine – de la maternelle au baccalauréat avec aussi un foyer universitaire – de la paroisse Sainte-Croix de Milan, d'un lieu de retraite dans le style de Taizé à Sezano, près de Vérone, etc.), en Allemagne, au Royaume-Uni et une nouvelle petite communauté en Géorgie. Ils sont toujours présents aux États-Unis (depuis 1905), au Brésil (depuis 1910) et au Chili, ainsi qu'au Paraguay. On les trouve en Asie aux Philippines, en Inde (depuis 2002) et en Thaïlande et en Afrique au Botswana, en Côte d'Ivoire (depuis 1967), en Afrique du Sud et en Tanzanie. Leur maison généralice est à Rome depuis l'année 1906.
À la fin de l'année 2008, la congrégation comptait 95 maisons regroupant 428 Stigmatins dont 310 étaient prêtres.
La congrégation est à l'origine de la fondation en Italie de l'ABCS, ou association Bertoni pour la coopération et le développement (Associazione Bertoni per la Cooperazione e lo Sviluppo) qui est reconnue en 1991 comme ONG, avec certains avantages du point de vue légal pour envoyer dans les lieux de mission des personnes ou des fonds afin d'aider à des projets de promotion humaine. De même l'association missionnaire Euntes est fondée dans le Mezzogiorno italien pour aider à des projets aux Philippines. Ces deux organisations sont entièrement gérées par des laïcs et non par la congrégation.
Aux Philippines, le 8 septembre 2021, Jessie Avenido (30 ans), Jestonie Avenido (29 ans) et Jerson Avenido (28 ans), trois frères,  membres de la congrégation, sont ordonnés prêtres par Mgr José Cabantan dans la cathédrale de Cagayan de Oro,,.
Depuis 2023, le supérieur général est le père Silvano Nicoletto.